# 鄭清和議
鄭清和議或稱鄭清談判，是台灣鄭氏王朝（東寧王國）與清帝國在1662年到1683年之間的10次和議。清廷立場以康熙16年為分水嶺，之後同意臺灣可以援引朝鮮例，封為藩屬，為大清朝世守臺灣，不必薙髮易服、不改風俗，不受清廷六部或督撫管轄。

## 歷次和議
鄭方與清方的和議共10次。鄭方的基本立場是援引朝鮮事例，拒削髮登岸。清方初期堅持剃髮登岸，後期同意鄭方比照朝鮮事例，但要求鄭方歸還沿岸島嶼，被鄭方拒絕，議和不成。

### 1662年
1662年，清方提出，但無下文。

### 1663年
1663年，鄭方援引高麗事例，拒削髮登岸，議和不成。

### 1667年
1667年，鄭方援引朝鮮事例，拒削髮，議和不成。

### 1669年
1669年，鄭經派柯平、葉亨與清廷議和，並要求禮遇同等於朝鲜王朝的國與國地位，但不被慕天顏接受。

### 1677年
1677年，鄭方主張若照高麗朝鮮例則可從議，議和不成。
1677年，清廷同意朝鮮事例，但鄭方要求割讓泉、漳、惠、潮四府，議和不成。

### 1678年
1678年，清方要求鄭方歸還海澄，議和不成，導致第二次遷界令。

### 1679年
1679年，清方同意鄭方比照朝鮮事例，以澎湖為界，但是鄭方提出共同管理海澄，議和不成。

### 1680年
1680年，清方同意鄭方比照朝鮮事例，但反對在海澄通商互市，議和不成。

### 1683年
1683年，清方同意鄭方比照朝鮮事例，但雙方立場不定，議和不成。